# Murray Dowey
Murray Dowey (né le 3 janvier 1926 à Toronto au Canada et mort le 26 mai 2021) est un joueur canadien de hockey sur glace. Lors des Jeux olympiques d'hiver de 1948 disputés à Saint Moritz il remporte la médaille d'or.

## Palmarès
- médaille d'or aux Jeux olympiques de Saint Moritz en 1948.